# Sud Obelisk
Pour les articles homonymes, voir Obelisk.
Sud Obelisk est une œuvre d'art public à Douala, au Cameroun, créée par Faouzi Laatiris. Elle se présente sous d'un obélisque gravé.

## L'œuvre
L’œuvre est un obélisque réalisé en béton armé, il est recouvert de marbre noir, et son pyramidion est recouvert de laiton doré. Ses dimensions sont de 875 cm de haut, une base de 100 cm sur 100 cm et un sommet de 20 cm sur 20 cm. Sur les quatre faces du fût sont gravés, en caractères latins et en calligraphie arabe dorés, le nom de villes d’autres régions du monde, qui sont également dotées d’obélisques et de lieux d’art de référence. L’obélisque, qui appartient au vocabulaire architectural de l’Égypte antique, est la forme la plus élaborée de l’universel rite des pierres levées, ces aiguilles permettant une communication avec le monde céleste. De tels monuments, d’époque antique ou de factures modernes ou contemporaines, ornent aujourd’hui la plupart des métropoles occidentales et africaines.
Sud Obelisk, fait également référence aux funérailles qui font partie intégrante de la vie des camerounais.
Elle fut inaugurée pendant le Salon Urbain de Douala - SUD 2007.